# Сорока (заказник)
Соро́ка — гідрологічний заказник місцевого значення в Україні. Розташований у межах Борзнянської міської громади Ніжинського району Чернігівської області, поблизу села Забілівщина.
Площа 50 га. Статус присвоєно згідно з рішенням Чернігівського облвиконкому рішення Чернігівського облвиконкому від 24.12.1979 року № 561; від 27.12.1984 року № 454; від 28.08.1989 року № 164. Перебуває у віданні Борзнянської міської ради.
Охороняється осоково-злакове евтрофне болото з типовими видами болотного різнотрав'я в заплаві річки Борозенка, яке є регулятором водного режиму річки.

## Галерея

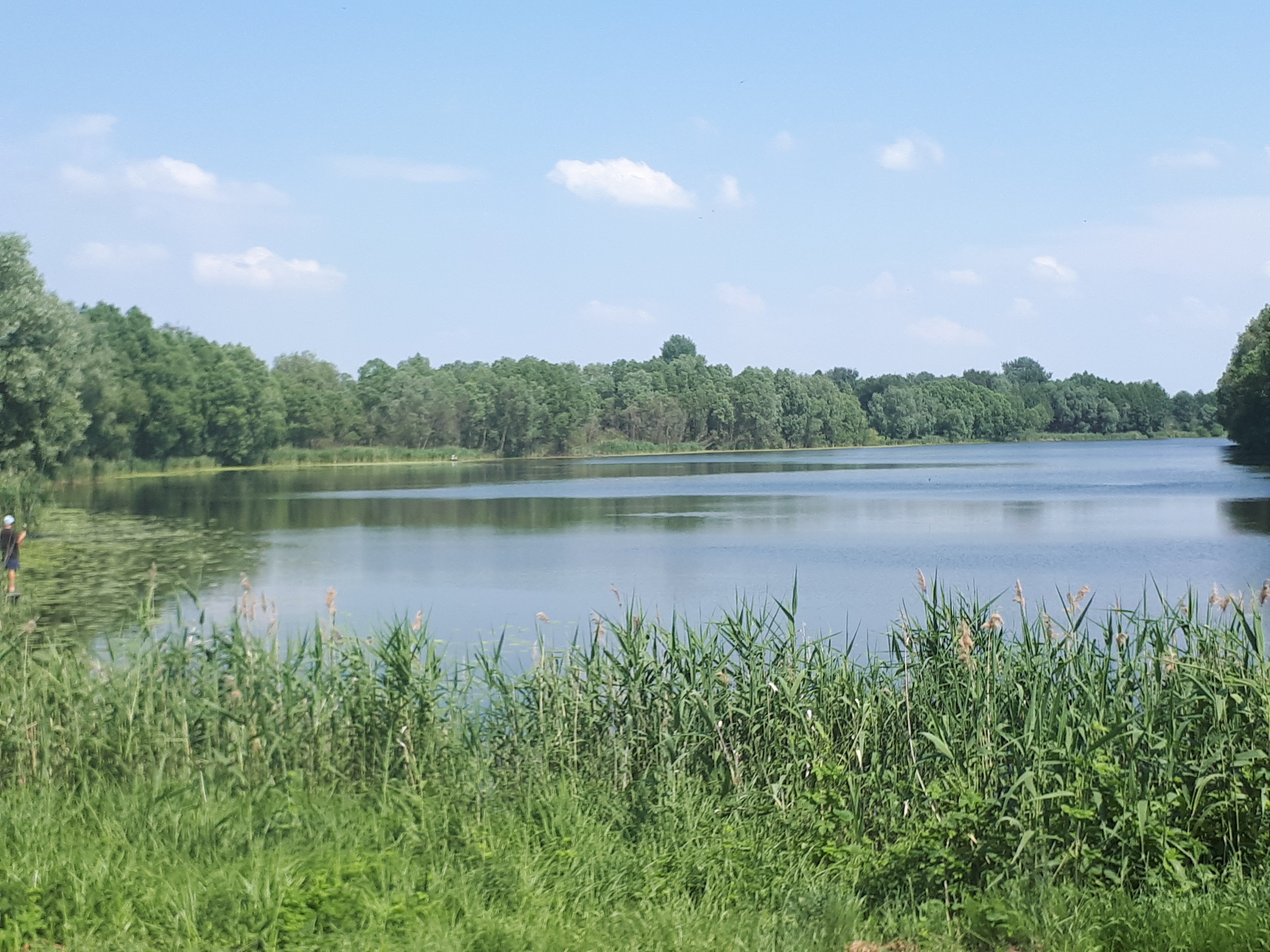
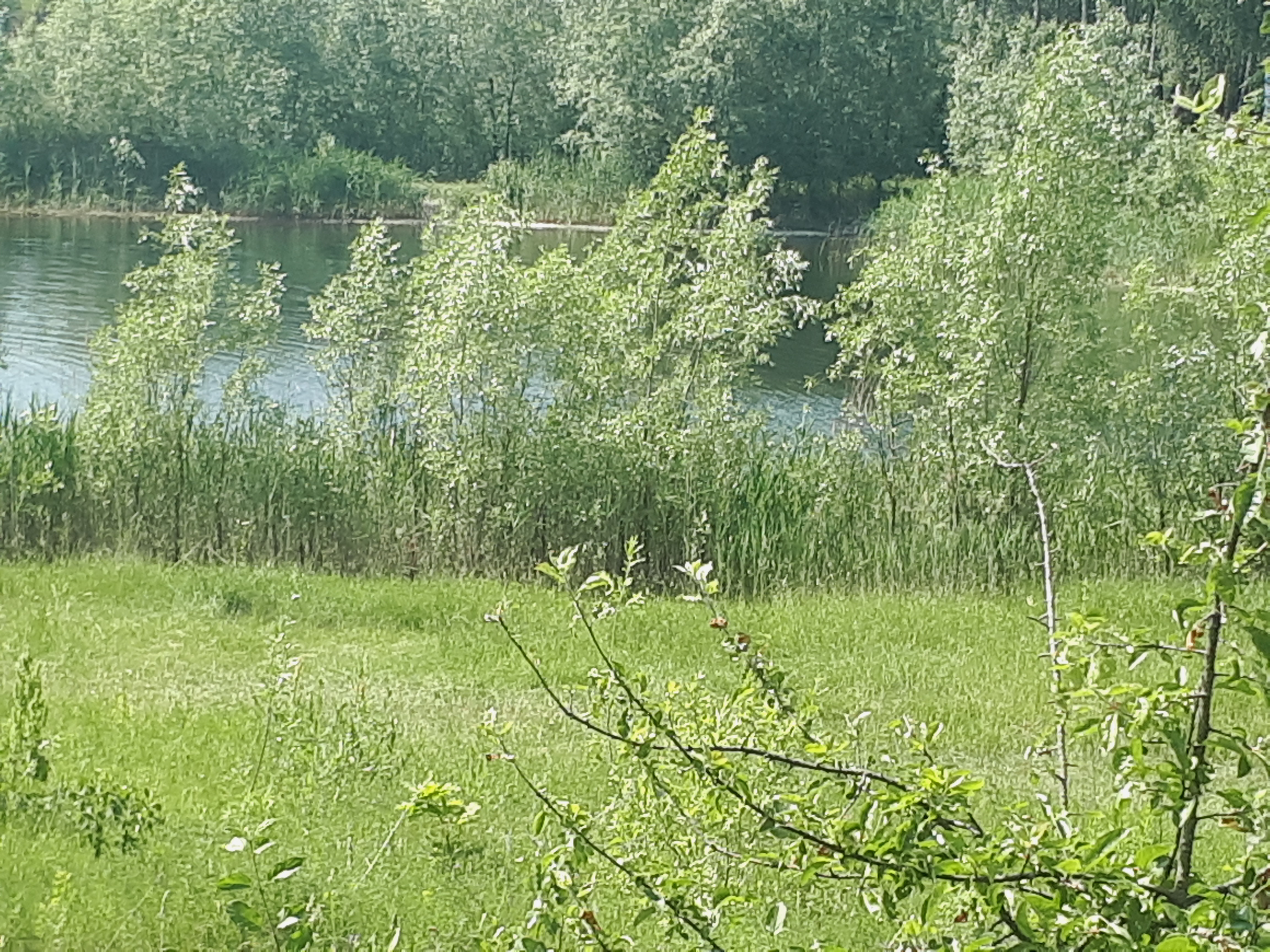
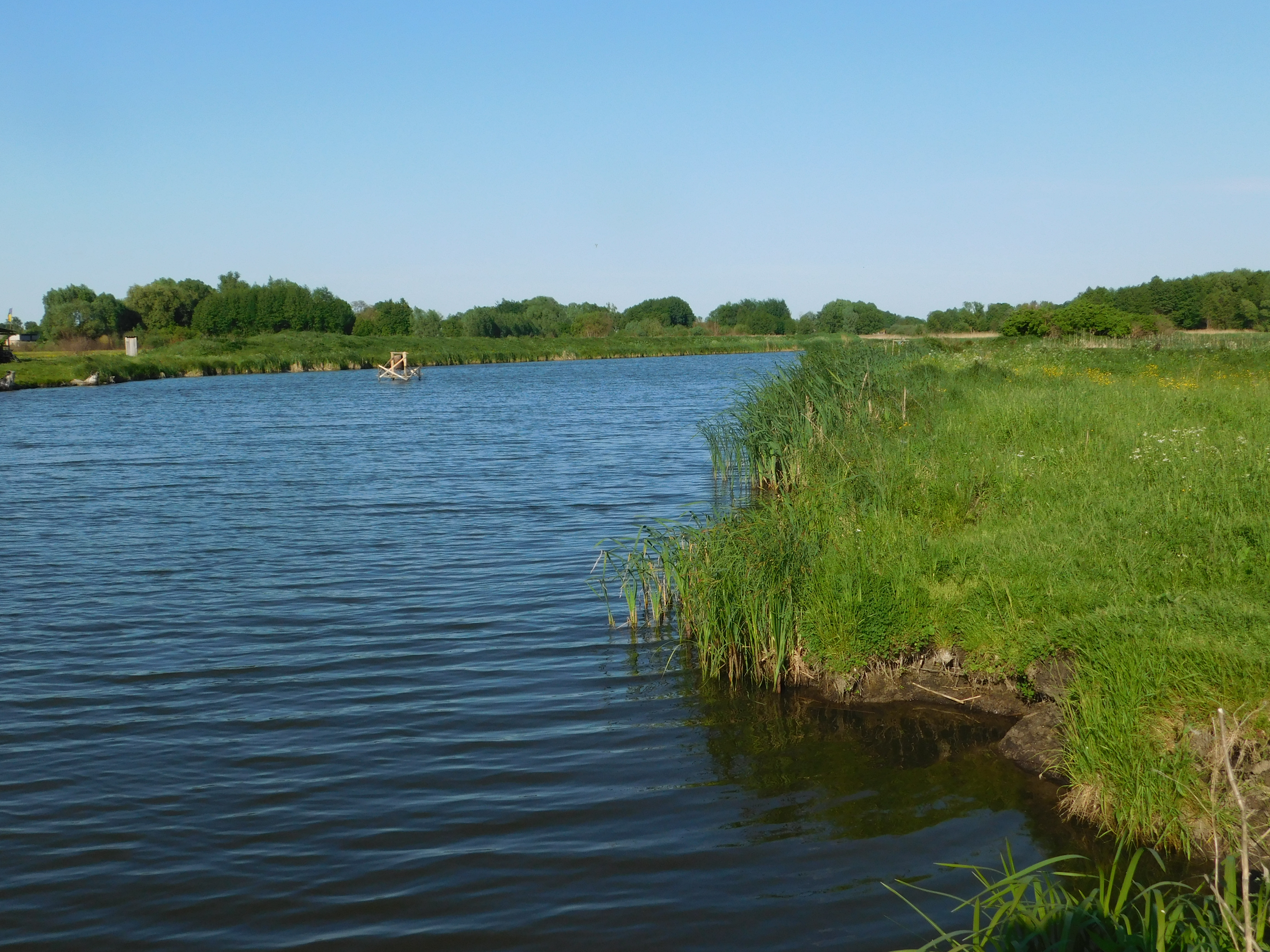